# Narathura majestatis
Narathura majestatis är en fjärilsart som beskrevs av Hans Fruhstorfer 1914. Narathura majestatis ingår i släktet Narathura och familjen juvelvingar. Inga underarter finns listade i Catalogue of Life.